# Mikołaj Janowicz Kieżgajło
Mikołaj Janowicz Kieżgajło herbu Zadora (zm. w 1512 roku) – marszałek ziemski litewski w 1509 roku.